# Герб на Парагвай
Гербът на Парагвай (от хералдическа гледна точка – емблема) е държавен символ на Парагвай. Неговият първи вариант е от 1820 г., когато страната е управлявана от диктатора Франсия.
Гербът има кръгла форма, с бял заден фон и черен контур. В него има плътна червена линия, в която е изписан жълтият надпис República del Paraguay (Република Парагвай). В центъра има жълта петолъчева звезда на син фон. Около нея, вляво от нея, има зелена палмова клонка, а вдясно - зелена маслинова клонка.